# Calf of Flotta
Calf of Flotta är en ö i Storbritannien.   Den ligger i kommunen Orkneyöarna och riksdelen Skottland, i den norra delen av landet, 800 km norr om huvudstaden London. Arean är 0,33 kvadratkilometer.
Terrängen på Calf of Flotta är mycket platt. Öns högsta punkt är 14 meter över havet. Den sträcker sig 0,5 kilometer i nord-sydlig riktning, och 1,0 kilometer i öst-västlig riktning.